# SAMPA
SAMPA oder SAM-PA [ˈsæmpə] (Abk. für Speech Assessment Methods Phonetic Alphabet [spiːtʃ əˈsɛsmənt ˌmɛθədz fəˈnɛtɪk ˈælfəbɛt]) ist die Kurzbezeichnung für eine ASCII-basierte Lautschrift.
SAMPA wurde ursprünglich 1987–1989 im Rahmen des europäischen ESPRIT-Projekts 1541 SAM (Speech Assessment Methods) entwickelt, damit man phonemische Transkriptionen der offiziellen Sprachen der damaligen Europäischen Gemeinschaft elektronisch übermitteln und verarbeiten konnte. 1989 waren das Dänisch, Englisch, Französisch, Deutsch, Italienisch und Niederländisch. 1992 kamen Norwegisch und Schwedisch sowie 1993 Griechisch, Portugiesisch und Spanisch hinzu. SAMPA hat den britischen Phonetiker John C. Wells zum Vater, der in Abstimmung mit führenden Phonetikern und Ingenieuren der beteiligten Länder handelte. In der Phonetik und bei der Entwicklung sprachtechnologischer Systeme ist SAMPA seitdem weit verbreitet.
SAMPA ist kein eigenständiges phonetisches Alphabet, sondern codiert nur eine Teilmenge des IPA maschinenlesbar und tastaturfreundlich in ASCII. Diese Teilmenge umfasst die Phonemsymbole der oben genannten Sprachen, soweit sie in Lexika benötigt werden, nicht jedoch, wie IPA, Symbole für weitere Aussprachedetails. Dazu ordnet SAMPA den einschlägigen Symbolen des IPA passende 7-Bit-ASCII-Codes zu. Man achtete auf Ähnlichkeiten zu IPA-Symbolen, damit außer Maschinen auch Menschen Texte in SAMPA leicht würden lesen können. Die SAMPA-Transkribierungscodes sind international für die oben genannten Sprachen standardisiert.
Im Gegensatz zu SAMPA, auf das man sich verständigte, um es in Phonetik und Sprachtechnologie wissenschaftlich und zur technologischen Entwicklung zu benutzen, zielt die Unicode-Kodierung des IPA vor allem auf die Reproduktion in Druckerzeugnissen.
Die Unicode-IPA-Kodierung ist derzeit in Wissenschaft und Sprachtechnologie aus verschiedenen Gründen nur schwer zu verwenden. Zum einen sind die IPA-Symbole über mehrere Unicode-Tabellen verstreut, zum anderen mangelt es an ergonomisch sinnvollen Eingabehilfen.
Um das IPA vollständig zu kodieren, entwickelte Wells 1995 X-SAMPA, eXtended SAMPA.

## Beispiel
Ein Text in normaler deutscher Schreibung, in SAMPA-Schreibung und nach dem Internationalen Phonetischen Alphabet (zum Vergleich):
| Text  | Du hast mir den Atem geraubt, und ich will ihn wiederhaben.                                                                                         |
| SAMPA | ['du: 'hast 'mi:6 'de:n '?a:-t@m g@-'RaUpt '?Unt '?IC 'vIl '?i:n 'vi:-d6 'ha:-b@n] oder [D_dU: h'AsT_t m-?'I6= D_d@n-? "a-T_t@m: G_g@-r"(au)B_bT_t] |
| IPA   | [ˈduː ˈhast ˈmiːɐ̯ ˈdeːn ˈʔaːtəm gəˈʀaʊ̯pt ˈʔʊnt ˈʔɪç ˈvɪl ˈʔiːn ˈviːdɐˌhaːbən]                                                                       |